# Rothschildia erycina
Rothschildia erycina, или шелковая моль Ротшильда, — бабочка семейства Павлиноглазок, впервые описанная Джорджем Шоу в 1796 году. Встречается от Мексики до Бразилии и Парагвая. Среда обитания — тропический лес и влажная саванна. Они встречаются на высотах до 1200 метров над уровнем моря. Личинки питаются Ailanthus altissima, Coutarea, Exostema, Ligustrum, Antonia, Cenostigma, Chiococca и Dod.

## Подвиды
- Rothschildia erycina erycina
- Rothschildia erycina mexicana Draudt, 1929 (Mexico)
- Rothschildia erycina nigrescens Rothschild, 1907 (Costa Rica to Ecuador)